# Luttowitz
Luttowitz, obersorbisch Lutobčⓘ, ist ein Ortsteil der Gemeinde Radibor im Landkreis Bautzen in Sachsen. Der Ort zählt zum anerkannten sorbischen Siedlungsgebiet.

## Lage
Der erweiterte Rundweiler Luttowitz liegt in der Oberlausitz. Umliegende Ortschaften sind Merka und Camina im Norden, Großdubrau im Nordosten, Quatitz im Osten, Dahlowitz im Südosten, Kronförstchen im Süden, Bornitz im Südwesten, Radibor im Westen sowie Brohna im Nordwesten.
Im Ort treffen sich die sächsische Staatsstraße 106 von Großwelka nach Milkel und die sächsische Staatsstraße 107 von Göda nach Niedergurig.

## Geschichte
Luttowitz wurde im Jahr 1362 erstmals als Kirstanus de Lutevicz urkundlich erwähnt. In der Folgezeit änderte sich der Ortsname von Lotewicz (1433) über Leuttowicz (1565) und Luttowiczsch (1608) zu Luthobitz im Jahr 1658. Die Grundherrschaft über den Ort hatte ab spätestens 1777 das Rittergut Malsitz. Ab dem Jahr 1858 war Luttowitz Sitz eines eigenen Rittergutes.
Der Ort gehörte zunächst ab 1864 zur Kirchengemeinde Milkel und dann seit 1899 zur Kirchengemeinde Quatitz.
In dem ehemaligen Herrenhaus des Rittergutes wurde nach der Enteignung im Jahre 1945 im Zuge der Bodenreform ein beliebtes Kulturhaus eingerichtet.
Eine 12 Hektar kleine Landwirtschaftliche Produktionsgenossenschaft (LPG) wurde 1952 gebildet, die sich in den 1970er Jahren auf Landtechnik spezialisierte.
Bis zum 1. Januar 1994 war Luttowitz eine eigenständige Gemeinde im damaligen Kreis Bautzen, danach wurde der Ort nach Radibor eingemeindet.

## Bevölkerung
| Datum | Einwohner |
| ----- | --------- |
| 1834  | 87        |
| 1871  | 106       |
| 1890  | 102       |
| 1910  | 97        |
| 1925  | 124       |
| 1939  | 315       |
| 1946  | 369       |
| 1950  | 396       |
| 1964  | 391       |
| 1990  | 341       |
| 2010  | 163       |

Für seine Statistik über die sorbische Bevölkerung in der Oberlausitz ermittelte Arnošt Muka in den achtziger Jahren des 19. Jahrhunderts eine Bevölkerungszahl von 109, darunter 100 Sorben (92 %) und neun Deutsche. Ernst Tschernik zählte in der Gemeinde Radibor 1956 noch einen sorbischsprachigen Anteil von 67,4 % der Bevölkerung. Seitdem ist der Gebrauch des Sorbischen im Ort weiter zurückgegangen.